# Дискография MF Doom
Дискография британо-американского рэпера MF Doom насчитывает 6 студийных сольных альбомов и 7 совместных студийных альбомов, 2 концертных альбома, 3 сборника, 10 инструментальных альбомов и 14 синглов и 6 EP
Изначально Думилье выступал с именем Zev Love X в составе группы KMD, хип-хоп трио состоявшего из музыканта Rodan и DJ Subroc, брата Думилье. Дебютный альбом Mr. Hood группы вышел в мае 1991 .В 1993 году, перед выпуском второго альбома группы Black Bastards, брат Думилье Subroc был сбит машиной. На той же неделе трио было исключено из лейбла Elektra.
В сентябре 1999 года Думилье выпускает свой дебютный альбом Operation: Doomsday под именем MF Doom, надев маску отсылающую на супер злодея Доктора Дума. В 2003 году он выпускает альбом Take Me to Your Leader под псевдонимом King Geedorah. В том же году Дум выпускает альбом Vaudeville Villain под именем Viktor Vaughn.
Популярность Думилье получил в 2004 году выпустив вместе с продюсером Madlib альбом Madvillainy, релиз их дуэта Madvillain. В августе того же 2004 года Дум выпускает альбом VV:2, он же Venomous Villain, под псевдонимом Viktor Vaughn, под которым он выпустил два предыдущих релиза. После этого в ноябре выходит его пятый студийный альбом MM…Food уже под именем MF Doom.
Думилье продолжил выпускать совместные альбомы, включая альбом The Mouse and the Mask с диджеем Danger Mouse. В 2009 году выходит последний сольный альбом Дума Born Like This. После него репер выпускал только совместные работы

## Альбомы

### KMD
| Название       | Дата выхода      |
| -------------- | ---------------- |
| Mr.Hood        | 14 мая 1991 года |
| Black Bastards | 15 мая 2000 года |

### Сольные альбомы
| название               | под именем    | дата выхода      |
| ---------------------- | ------------- | ---------------- |
| Operation: Doomsday    | MF Doom       | 19 октября 1999  |
| Take Me to Your Leader | King Geedorah | 17 июля 2003     |
| Vaudeville Villain     | Viktor Vaughn | 16 сентября 2003 |
| VV:2                   | Viktor Vaughn | 3 августа 2004   |
| Mm..Food               | MF Doom       | 16 ноября 2004   |
| Born Like This         | DOOM          | 24 марта 2009    |

### Совместные альбомы
| название                        | совместно    | под именем    | дата выхода                   |
| ------------------------------- | ------------ | ------------- | ----------------------------- |
| Madvillainy                     | Madvillain   | Viktor Vaughn | 24 марта 2004                 |
| Special Herbs + Spices Volume 1 | MF Grimm     | MF Doom       | 11 мая 2004                   |
| The Mouse and the Mask          | Danger mouse | Danger Doom   | 10 октября 2005               |
| Key to the Kuffs                | Jneiro Jarel | JJ Doom       | 20 августа 2012               |
| NehruvianDoom                   | Bishop Nehru | NehruvianDoom | 7 октября 2014                |
| Czarface Meets Metal Face       | Czarface     | MF Doom       | 30 марта 2018                 |
| Super What?                     | Czarface     | MF Doom       | 7 мая 2021 (посмертный релиз) |

### Живые выступления
| Название           | под именем | дата выхода      |
| ------------------ | ---------- | ---------------- |
| Live from Planet X | MF Doom    | 8 марта 2005     |
| Expektoration      | MF Doom    | 14 сентября 2010 |

### Инструментальные альбомы
| название                            | под именем    | дата выхода      |
| ----------------------------------- | ------------- | ---------------- |
| Special Herbs, Vol. 1               | Metal Fingers | 2001 год         |
| Special Herbs, Vol. 2               | Metal Fingers | 1 января 2002    |
| Special Herbs, Vol. 3               | Metal Fingers | 2002             |
| Special Herbs, Vol. 4               | Metal Fingers | 23 сентября 2003 |
| Special Herbs, Vols. 4, 5 & 6       | Metal Fingers | 24 ноября 2003   |
| Special Blends, Vols. 1 & 2         | Metal Fingers | 2004             |
| Special Herbs, Vols. 5 & 6          | Metal Fingers | 23 марта 2004    |
| Special Herbs, Vols. 7 & 8          | Metal Fingers | 21 сентября 2004 |
| Special Herbs, Vols. 9 & 0          | Metal Fingers | 12 июля 2005     |
| Special Herbs: The Box Set Vol. 0–9 | Metal Fingers | 24 января 2006   |

### EP
| название          | совместно        | под именем  | дата выхода    |
| ----------------- | ---------------- | ----------- | -------------- |
| MF EP             | MF Grimm         | MF Doom     | 28 ноября 2000 |
| Occult Hymn       | Danger Mouse     | Danger Doom | 30 мая 2006    |
| Unnicro           | Trunks           | MF Doom     | январь 2008    |
| Gazzillion Ear EP | -                | Doom        | январь 2010    |
| Victory Laps EP   | Ghostface Killah | DoomStarks  | 26 июля 2011   |
| Bookhead EP       | Jneiro Jarel     | JJ Doom     | 27 мая 2017    |

### Сборники
| Название                            | под именем    | дата выхода     |
| ----------------------------------- | ------------- | --------------- |
| Special Blends Volume 1 & 2         | Metal fingers | 2004            |
| Special Herbs: The Box Set Vol. 0–9 | Metal Fingers | 24 января 2006  |
| Unexpected Guests                   | Doom          | 27 октября 2009 |
| The Missing Notebook Rhymes         | Doom          | 2017            |

### Синглы
| Название | Год  | Альбом                                      |
| --- | ---- | ------------------------------------------- |
| Dead Bent/Gas Drawls/Hey!                                                                                      | 1997 | Operation: Doomsday                         |
| Greenbacks/Go with the Flow                                                                                    | 1997 | Operation: Doomsday                         |
| The M.I.C./Red & Gold                                                                                          | 1998 | Operation: Doomsday                         |
| I Hear Voices Pt. 1                                                                                            | 2001 | Operation: Doomsday (переиздание 2001 года) |
| My Favorite Ladies/All Outta Ale                                                                               | 2002 | не альбомный сингл                          |
| Rae Dawn/Change the Beat (как Viktor Vaughn)                                                                   | 2003 | Vaudeville Villain                          |
| Anti-Matter (как King Geedorah                                                                                 | 2003 | Take Me to Your Leader                      |
| Yee Haw/Is He Ill?                                                                                             | 2003 | не альбомный сингл                          |
| Money Folder (в составе Madvillain)                                                                            | 2003 | Madvillainy                                 |
| All Caps (в составе Madvillain)                                                                                | 2004 | Madvillainy                                 |
| One Beer | 2004 | MM..Food                                    |
| Mr. Clean/Modern Day Mugging (как Viktor Vaughn)                                                               | 2004 | Vaudeville Villain                          |
| Hoe Cakes | 2004 | MM..Food                                    |
| Sniper Elite/Sniper Elite & Murder Goons (совместно с J Dilla и Ghostface Killah) (в составе Dilla Ghost Doom) | 2008 | Sniperlite                                  |
| One Beer (Drunk Version)                                                                                       | 2008 | Madvillainy 2: The Box                      |
| Gazzillion Ear                                                                                                 | 2010 | Born Like This                              |
| Papermill | 2010 | Adult Swim Singles Program 2010             |
| Victory Laps (совместно с Ghostface Killah в составе DoomStarks)                                               | 2011 | Victory Laps EP                             |
| Lively Hood | 2015 | не альбомный сингл                          |
| Avalanche | 2016 | не альбомный сингл                          |
| Nautical Depth (совместно с Czarface)                                                                          | 2018 | Czarface Meets Metal Face                   |
| Drop the Bomb (совместно с YOTA)                                                                               | 2018 | не альбомный сингл                          |